# Патриарх Евтимово
Патриарх Евтимово (Прангата)  е село в Южна България. То се намира в община Асеновград, област Пловдив.

## География
Патриарх Евтимово е разположено в сърцето на Горнотракийската низина, там където замират последните гънки на величествените Родопи. Намира се на 28 км югоизточно от Пловдив на 12 км от Асеновград, и на 12 км от Първомай. През селото минава пътят Пловдив-Асеновград-Първомай. Землището граничи със селата Дълбок извор, Избеглии и Конуш, Златовръх и Нови извор. Релефът е предимно равнинен, с хълмисти възвишения в околностите – предимно на юг и югоизток. Климатът е умерено континентален с изразено Средиземноморско влияние. В селото обичайно падат по-малко валежи, отколкото в околните селища и затова се смята че то се намира в суха зона. Специфичните климатични и релефни особености са изключително благоприятни за развитието на лозарството. Отглеждат се предимно сортовете Асеновградски Мавруд и Памид. В близкото минало черноземните почви в селото се наричали „карасулук“ – черноводни. Подпочвената вода се повдигала есенно време на 50 см под нивото, а лятно време слизала до 3 м. Къщите строели „коляно над земята“, на един етаж; поради близката подпочвена вода изби нямало.

## История
Старото име на селото е Пранга. То е основано около 1743 г. За името на село Пранга има няколко предания, в едното се твърди, че то идва от тежката кал, която става по време на дъжд и тежи на краката като пранги. Според другата версия селото било чифлик на някой си турчин, който се провинил в нещо, та бил затворен и окован в пранги. Оттам чифликът му се нарекъл „Прангаджиевий“ чифлик, където преди повече от 200 години се заселили първите жители на с. Пранга.
Но най-убедителната версия е, че турчинът-чифликчия, който е притежавал около 3000 дк. земя, довеждал да я обработват българи-затворници оковани във вериги – на турски „пранги“. Беят бил доволен от работата им и ги освобождава. Това били първите заселници на селото. Турци и Българи ги наричали Прангаджии и от там и името на селото – Пранга.
„В турско време Пранга било от най-бедните села в „Конушка нахия“ (община), почти цялото се препитавало с „гюнлюкчийска“ (надничарска) работа по бейските чифлици. След Освобождението бейските земи преминават в ръцете на пранговските жители. Но те самите попадат в ръцете на „станимашките лангиря“ – лихвари. От ноктите на „лангирята“ ги отървава основаното още през 1897 г. кооперативно дружество „Съгласие“. Пранговци са едни от първите селяни в Асеновградско, които решават да затворят селските кръчми.“
„Гласоподаванията в селото по време на общински избори ставали „за“ и „против“ чрез фасулени и царевични зърна. Фасулът —„за”, царевицата – „против“.“ „Асеновград в миналото. Исторически очерк“. Николай Хайтов.
Че селото е „младо“, се вижда и от обстоятелството, че и сега се знае кои родове откъде са дошли: Московци и Запушевци – от с. Искра, Първомайско, Алагоговци – от Брястово, Гоговци – от Сусам, Димовци – от Дълбок извор и т.н. и т.н.
През 1393, след падането на България под Османска власт и превземането на столицата Търново, Патриарх Евтимий е заточен в Бачковския манастир. По пътя си турските стражи го прекарват през земите на днешното село Патриарх Евтимово. Тогава той е бил целият окован във вериги. Останал е да нощува в местността. Какви думи е казал тогава на тукащните хора, никой не знае, но едно е неоспоримо – Той посял семето на чисто родолюбие в тази плодоносна Българска земя и никой, никога не е успял подир това да го изкорени, въпреки жестоките изпитания, въпреки превраттностите на времето. След Освобождението в чест на великия просветител, оставил своята диря и в историята на селото, то е кръстено на неговото име – Патриарх Евтимово.

## Религии
Православни християни – 100%

## Културни и природни забележителности
В чест на 1300-годишнината от основаването на българската държава, в центъра на селото, в красивия парк сред хубавата зеленина и красиво оформените алеи и тревни площи се изгражда чешма наречена „Гергана“. На 1 юни 1990 г. в селото е Празник. Стекло се е цялото население, дошли са от всички кътчета на България родените в селото. Старата баня е реконструирана и превърната в музей, благодарение даренията на всички жители на селото. Музейната сбирка отразява историята и поминъка на селото, неговото развитие и всички по-важни събития станали от възникването му до наши дни. В центъра на селото се намира църквата „Св. св. Константин и Елена“ – построена през 1857 г. и е обявена за Паметник на културата. Жителите на селото са превърнали честването на този християнски празник като празник на селото, който се празнува всяка първа събота от месец юни.

## Редовни събития
Всяка година през първата събота на юни се организира традиционен събор по случай празника на селото.

## Личности
Родени в Патриарх Евтимово
- Стоян Джансъзов (1842 – 1914) – български просветен деец
- Иван Фиданчев (1927 – 1995), български контраадмирал

## Други
В днешно време селото наброява около 549 жители, като в събота и неделя и през празничните дни жителите се увеличават. Земята е върната на нейните собственици и се обработва от земеделска кооперация „Съединение“, както и от частни стопани. Отглеждат се предимно зърнено – житни култури, слънчоглед, зеленчуци, лозя и др.
Селото е с изградена инфраструктура – 90% от улиците са асфалтирани има водопровод и канализация.
Селото е много добре уредено с кметство, църква, собствена здравна служба, поща, читалище, библиотека, музей, два хранителни магазини, магазин за домашни потреби и железария. В миналото е имало и действащо училище, до което е изградено кино с голям киносалон на два етажа. 
1. ↑  www.grao.bg